# Vrouwe der Stormen
Vrouwe der Stormen is boek uit de fantasy-serie Darkover, geschreven door Marion Zimmer Bradley. Deze serie gaat over de mysterieuze wereld Darkover waar wetenschap, magie en hekserij samengaan. Dit boek speelt zich af tijdens de Chaosjaren, toen matrixkracht werd gebundeld om de oorlog tussen de Elhalyn en de Ridenow te beslechten. De oorspronkelijke titel van het boek is Stormqueen, en het werd uitgegeven in 1978.

## Samenvatting van het boek
Tijdens een hevige onweerstorm schenkt Aliciane van Rotsraven het leven aan Dorilys van Aldaran, kind van Dom Mikhail van Aldaran, de heer van het huis Aldaran. Aliciane sterft bij de geboorte van haar dochter. Mayra, de leronis en tovenares van het huishouden heeft Adaran vervloekt, en voorspelt dat Dorilys het land grote rampspoed zal brengen. Op elfjarige leeftijd doodt het meisje haar neef Darren van Scathfell, als deze tracht haar te verkrachten. Dit leidt tot een breuk tussen de broers Dom Mikhail van Aldaran en Rakhal van Scathfell. Dorilys is verworden tot een verwend prinsesje dat zich door vrijwel niemand meer laat commanderen. Slechts haar halfbroer, Donal Dellaray, een jongen met het larantalent om stormen te bedwingen, kan haar nog aan.
Om de alliantie tussen het Huis Hastur van Elhalyn en het Huis Aillard te bezegelen moet Allart Hastur van Elhalyn met zijn nicht Cassandra Aillart trouwen. Allart weet echter door zijn voorspellend larantalent dat zij zal sterven in het kraambed en weigert daarom met haar te slapen. Ze vertrekken samen naar de afgelegen Hali-toren, waar ze hun werkplicht in een matrixkring gaan vervullen. Ondertussen verklaart Damon-Rafael, broer van Allart en Overheer van het Huis Hastur van Elhalyn (die bovendien tweede in de lijn van troonvolgers van het koninkrijk is), de oorlog tegen de Ridenows. Dit leidt ertoe dat ‘neutrale’ Renata Laynier, de monitor van de matrixkringen, de Hali-Toren moet ver-laten. Zij vertrekt naar het Aldaraans Domein om de leronis van Dorilys te worden. Ze wordt vergezeld door Allart, in de functie van Afgezant van Elhalyn.
Renata helpt de koppige Dorilys met de beheersing en ontwikkeling van haar laran, die zeer gevaarlijk blijkt te zijn voor haarzelf en haar omgeving. Ondertussen krijgt zij een geheime relatie met Donal Dellaray, die tot grote rampspoed zal leiden, als Dom Mikhail besluit dat zijn dochter zal trouwen met haar halfbroer, waardoor deze als erfgenaam erkend zal worden door de Aldaraanse familiehoofden. Na het huwelijk van Donal en Dorilys verklaart Rakhal van Scathfell de oorlog aan zijn broer, en zoekt contact met Damon-Rafael, die inmiddels een conflict met Allart heeft. Aldaran wordt aangevallen, maar dankzij de larankracht van Dorilys wordt de aanval afgeslagen. Het meisje verandert in de Vrouwe der Stormen en stuurt het vernietigende Kiltvuur retour naar de vijandelijke coalitie-troepen van Rakhal van Scathfell en Damon-Rafael. Deze worden hierdoor gedwongen tot overgave. Dan gebruikt Allart zijn voorspellend larantalent om zijn broer te laten inzien welke fouten hij maakt. Overmand door emoties pleegt deze vervolgens zelfmoord. Ondertussen blijkt dat Dorilys gedurende de strijd de dodelijke drempelziekte heeft opgelopen, waardoor ze alle controle over haar krachten verliest. Als ze erachter komt dat Renata een kind van Donal draagt, doodt ze haar halfbroer, waarna ze het bewustzijn voor eeuwig verliest. De gebroken Dom Mikhail van Aldaran benoemt ten slotte Renata’s ongeboren zoon als erfgenaam.